# دارنومه
دارنومه یک روستا در ایران است که در دهستان ایتیوند جنوبی واقع شده‌است. دارنومه ۳۹ نفر جمعیت دارد.